# Стоян Попов (генерал)
Вижте пояснителната страница за други личности с името Стоян Попов.
Стоян Стефанов Попов е български партизанин и офицер, генерал-майор.

## Биография
Роден е на 6 март 1921 г. в град Брезово. През 1935 г. става член на РМС, а от 1941 г. и на БКП. Завършва реална гимназия в Пловдив през 1940 г. През 1943 г. е концлагерист, а през април 1944 г. излиза партизанин и е политкомисар на дружина в Първа средногорска бригада „Христо Ботев“. След 9 септември 1944 г. влиза в българската армия и получава военен чин полковник. От 26 септември 1944 г. е помощник-командир на второ моторно артилерийско отделение на Общовойсковия моторен артилерийски полк. В периода 1944 – 1945 е помощник командир на двадесет и седми пехотен чепински полк и участва с него във Войната срещу нацистка Германия. От декември 1944 до 31 януари 1946 г. е помощник-командир в ОВ артилерийски полк. Между 1 февруари 1946 и 8 септември 1947 г. е завеждащ политическото възпитание на ОВ артилерийски полк. От 9 септември 1947 и 11 януари 1948 г. временно изпълнява длъжността заместник-командир по политическата част на ОВ артилерийски полк. В периода 11 април- 26 септември 1948 учи във Висшата офицерска артилерийска школа в СССР. От 27 септември 1948 до 20 януари 1949 г. е началник на отдел „Бойна подготовка“ в Генералния щаб. На 21 януари 1949 г. е назначен за временно изпълняващ длъжността командир на артилерията на втора мотострелкова дивизия, а от 12 юни 1950 г. е командир на артилерията на Дивизията.
В периода 11 юни-6 юли 1951 г. е заместник-командващ артилерията на българската армия. На 7 юли същата година е назначен за временно изпълняващ длъжността командир на артилерията до 3 септември 1953 г. От 1951 г. е член на Главния военен съвет. От 4 септември 1953 до 5 септември 1955 г. е командир на артилерията на първа армия. След това до 25 август 1959 г. е командир на артилерията на втора армия. Между 26 август 1959 и 30 юли 1961 г. учи във Военната академия на Генералния щаб на СССР. В периода 31 юли 1961 – 5 октомври 1973 г. е заместник-командващ ракетните войски на България като полковник. След това от 6 октомври 1973 до 29 септември 1975 г. е на служба в Инспектората на Министерството на отбраната като старши инспектор по ракетните войски и артилерията на българската армия. Между 30 септември 1975 и 29 септември 1977 г. е главен инспектор по Ракетните войски и артилерията в Инспектората на МО. От 30 септември 1977 до 14 септември 1980 г. е заместник-главен инспектор по Ракетните войски и артилерията в Инспекцията на Сухопътните войски в Инспектората на МО. На 15 септември 1980 г. е назначен като инспектор в Инспектората на МО до 12 февруари 1982 г., когато умира в София. Награждаван е с орден „За храброст“ – IV ст., 2 кл.

## Образование
- Висша офицерска артилерийска школа, СССР – 11 април- 26 септември 1948
- Военната академия на Генералния щаб на СССР – 26 август 1959 – 30 юли 1961 г.

## Военни звания
- капитан (31 октомври 1946)
- майор (9 септември 1947)
- подполковник (6 февруари 1950)
- полковник (1951)
- генерал-майор (30 август 1969)[7]

## Награди
- Медал „За безупречна служба“ – III ст.
- Медал „За безупречна служба“ – II ст.
- Съветски медал „За боева заслуга“
- Медал „25 години народна власт“
- „Народна република България“ – II ст.
- „Народна република България“ – III ст.
- „9 септември 1944 г.“ – II и I ст. с мечове
- „Червено знаме“
- Съветски орден „Отечествена война“ – II ст.
- орден „Георги Димитров“